# Dicranomyia violovitshi
Dicranomyia violovitshi är en tvåvingeart som beskrevs av Evgenyi Nikolayevich Savchenko 1974. Dicranomyia violovitshi ingår i släktet Dicranomyia och familjen småharkrankar. Inga underarter finns listade i Catalogue of Life.